# Fagyanták glicerin-észterei
A fagyanták glicerin-észterei (E445) különböző fafajták (általában a nagy mennyiségben megtalálható, viszonylag egyszerűen termeszthető erdei fenyő (Pinus sylvestris)) törzsében található gyanta és glicerin reakciójából nyerhető.

## Felhasználása
Élelmiszerek esetén E445 néven emulgeálószerként alkalmazzák. Leginkább a különféle citrus-ízesítésű üdítőitalokban és kólákban fordul elő. Az üdítőitalok maximális E445 koncentrációja 100 ppm-ben van maximálva. Ilyen koncentráció mellett nincs ismert mellékhatása.

## Egészségügyi hatások
Magas töménységben fogyasztva fejfájást, rosszullétet, szédülést, hányingert, hasmenést, kiszáradást és zavartságot okozhat, valamint felboríthatja a szervezet kalcium és foszfát-egyensúlyát. Patkányokon végzett állatkísérletek során hosszú távon, alacsony koncentrációban fogyasztva semmiféle káros hatása sem mutatkozott, míg magasabb koncentrációban májmegnagyobbodást, és egyes esetekben halált okozott.